# Louise McDaniel
Louise McDaniel (24 maggio 2000) è una calciatrice nordirlandese, centrocampista o ala del Cliftonville della nazionale nordirlandese.

## Carriera

### Nazionale
Dopo aver indossato la maglia della sua nazionale a livello giovanile nella formazione Under-19, McDaniel fa il suo debutto in nazionale maggiore il 28 febbraio 2018, nell'incontro vinto 2-0 sul Kazakistan.

## Palmarès

### Club
- Campionato nordirlandese: 3

Linfield Ladies: 2017, 2018
Cliftonville: 2022